# Pacific Daydream
Pacific Daydream é o décimo primeiro álbum de estúdio da banda norte-americana de rock alternativo Weezer, lançado em 27 de outubro de 2017.

## Faixas
1. "Mexican Fender"
2. "Beach Boys"
3. "Feels Like Summer"
4. "Heppy Hour"
5. "Weekend Woman"
6. "QB Blitz"
7. "Sweet Mary"
8. "Get Right"
9. "La Mancha Screw"
10. "Any Friend of Diane's"

## Ficha técnica
Banda
- Brian Bell - guitarra, vocais de apoio, teclado, sintetizador
- Rivers Cuomo - guitarra, vocalista, teclado, sintetizador
- Scott Shriner - baixo, vocais de apoio, teclado
- Patrick Wilson - bateria, vocais de apoio, percussão